# Right Livelihood Award

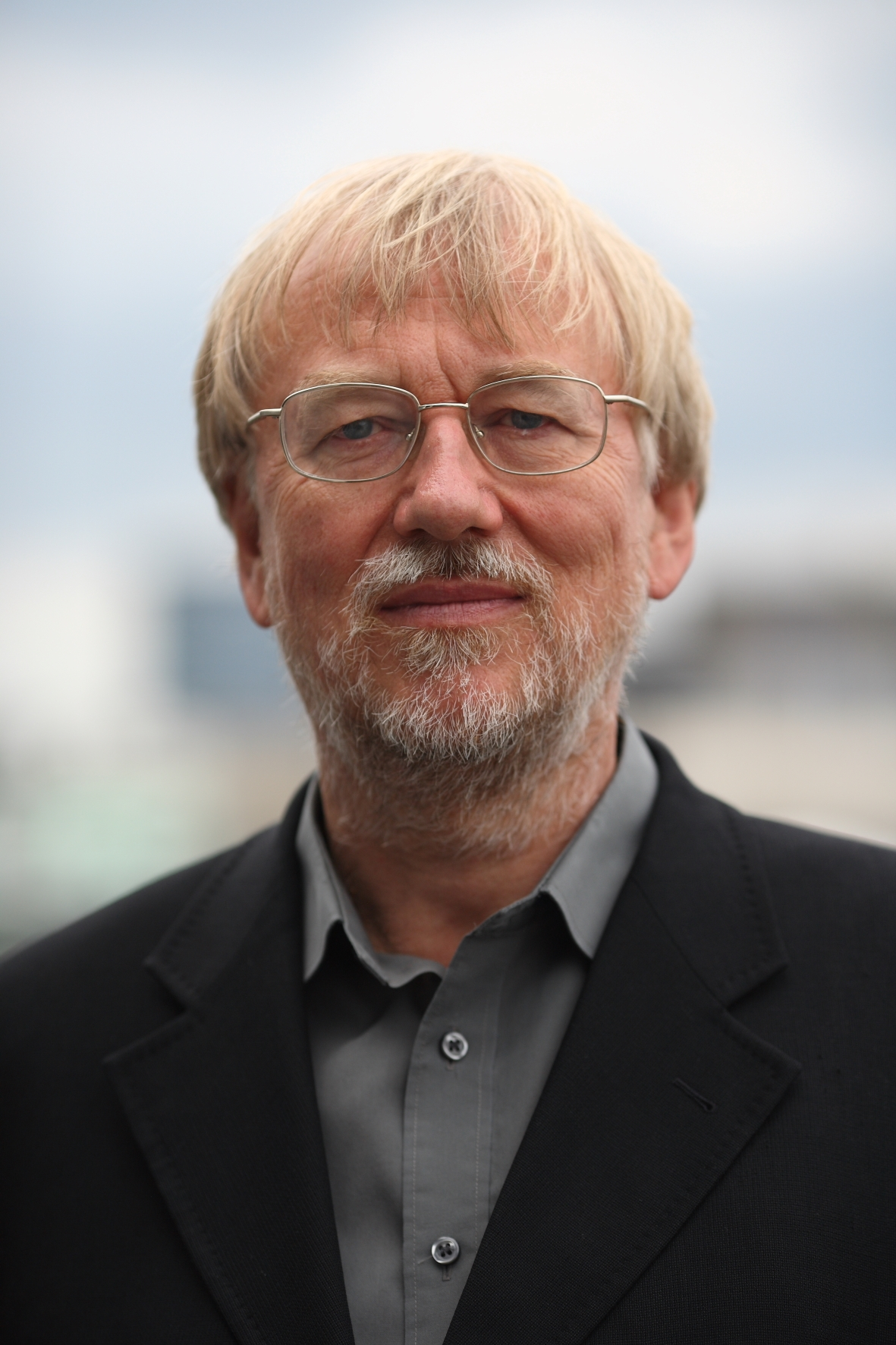
Jakob von Uexkull, prisets instiftare (2008).

Right Livelihood Award, engelska, ungefär "Priset för bra/korrekt/riktigt levnadssätt", är ett pris som instiftades 1980 av den svensk-tyske filatelisten Jakob von Uexkull, och som brukar delas ut till människor som anses på något sätt arbeta praktiskt för jordens och dess invånares bästa. Pristagarna, vanligen fyra, får en prissumma som 2020 var en miljon svenska kronor var. Pengarna ska gå till pristagarnas pågående arbete, inte till personligt bruk.

## Kriterier och administration
Right Livelihood Award ska utdelas till personer som "på ett tappert sätt levt efter principen att varje person ska ha ett ärligt yrke som till fullo respekterar andra människor och den naturliga världen, samt ta ansvar för våra handlingars konsekvenser och bara använda en rättvis del av jordens tillgångar". I praktiken översätts detta till att belöna och hedra dem som arbetar praktiskt för jordens och dess invånares bästa på något sätt. 
Priset administreras av den allmännyttiga stiftelsen Right Livelihood-stiftelsen, som är politiskt och religiöst obunden. Dess arbete leds av en styrelse med grundaren Jakob von Uexkull som ordförande. Stiftelsens huvudkontor ligger i Stockholm, lett av Ole von Uexküll. En internationell jury, bestående av stiftelsens styrelse samt representanter från varje kontinent som årligen tillfrågas, utser fyra pristagare från de vanligtvis cirka 70-100 inkomna nomineringarna[källa behövs].
Nomineringar tas emot från allmänheten. Pristagarna arbetar ofta inom områden som miljö, mänskliga rättigheter, hållbar utveckling, hälsovård, utbildning, fredsarbete och liknande. Priset delas ut i början av december varje år i Riksdagshuset i Stockholm. På senare år har Sveriges riksdag skärpt sin uthyrningspolicy för prisutdelningar, med hänvisning till att lokalerna blivit allt mer uppbokade med partiernas och riksdagens egna arrangemang.

## Historik
Priset kallas ibland "det alternativa nobelpriset" (vilket påpekas i stiftelsens pressmeddelanden), och delas ut i början av december strax före Nobeldagen, men har ingen koppling till Nobelprisen eller Nobelstiftelsen. Grundaren Jakob von Uexkull försökte dock till en början intressera Nobelstiftelsen för ett nytt pris, men då dessa inte var intresserade instiftade von Uexkull istället priset på egen hand.
1996 utsåg föreningen Vetenskap och Folkbildning kommittén bakom Right livelihood till årets förvillare, efter att man givit priset till homeopaten George Vithoulkas.
2016 hindrades pristagarna Mozn Hassan, representant för Nazra i Egypten, samt Orhan Erinç, ordförande för dagstidningen Cumhuriyet i Turkiet, från deltagande vid prisceremonin efter att ett reseförbud förelagts dem från deras länders myndigheter.
Grundaren Jakob von Uexkull är även en av initiativtagarna till ett ekonomiskt möte varje år, kallat "Det Andra Ekonomiska Toppmötet" (The Other Economic Summit).

## Pristagare

### 1980-talet
1980
- Hassan Fathy, Egypten
- Plenty International / Stephen Gaskin, USA

1981
- Mike Cooley, Storbritannien
- Bill Mollison, Australien
- Patrick van Rensburg och Education with Production, Botswana / Sydafrika / Zimbabwe

1982

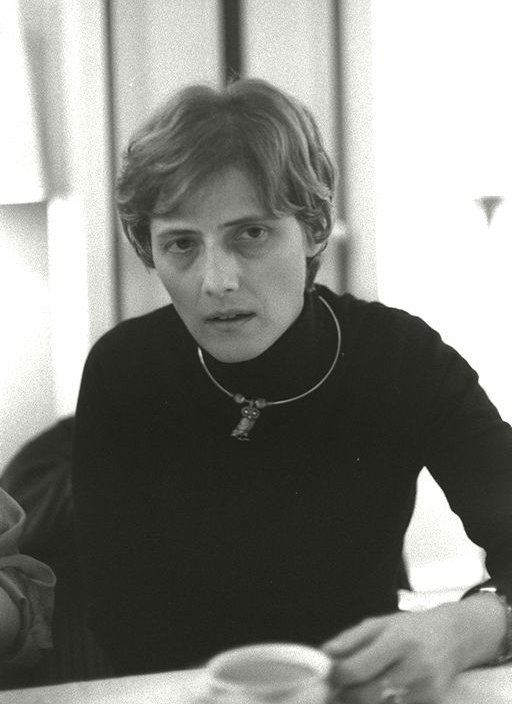
Petra Kelly, pristagare 1982.

- Honorary Award: Erik Dammann / The Future in Our Hands ("Framtiden i våra händer"), Norge
- Anwar Fazal, Malaysia
- Petra Kelly, Västtyskland
- Participatory Institute for Development Alternatives ("Deltagarinstitutet för utvecklingsalternativ"), Sri Lanka
- George Trevelyan, Storbritannien

1983
- Honorary Award: Leopold Kohr, Österrike
- Amory och Hunter Lovins, USA
- Manfred Max-Neef, Chile
- Storhövdingen Ibedul Gibbons och folket på Belau, Palau

1984
- Honorary Award: Imane Khalifeh, Libanon
- Self-Employed Women's Association och Ela Bhatt, Indien
- Winefreda Geonzon och Free Legal Assistance Volunteers' Association (FREE LAVA), Filippinerna
- Wangari Maathai och Green Belt Movement, Kenya

1985
- Honorary Award: Theo Van Boven, Nederländerna
- Cary Fowler, USA och Pat Mooney, Kanada samt Rural Advancement Fund International
- Lokayan och Rajni Kothari, Indien
- Duna Kör, Ungern

1986
- Honorary Award: Robert Jungk, Österrike
- Rosalie Bertell, Kanada och Alice Stewart, Storbritannien
- Helena Norberg-Hodge och Ladakh Ecological Development Group, Indien
- Evaristo Nugkuag och AIDESEP, Peru

1987

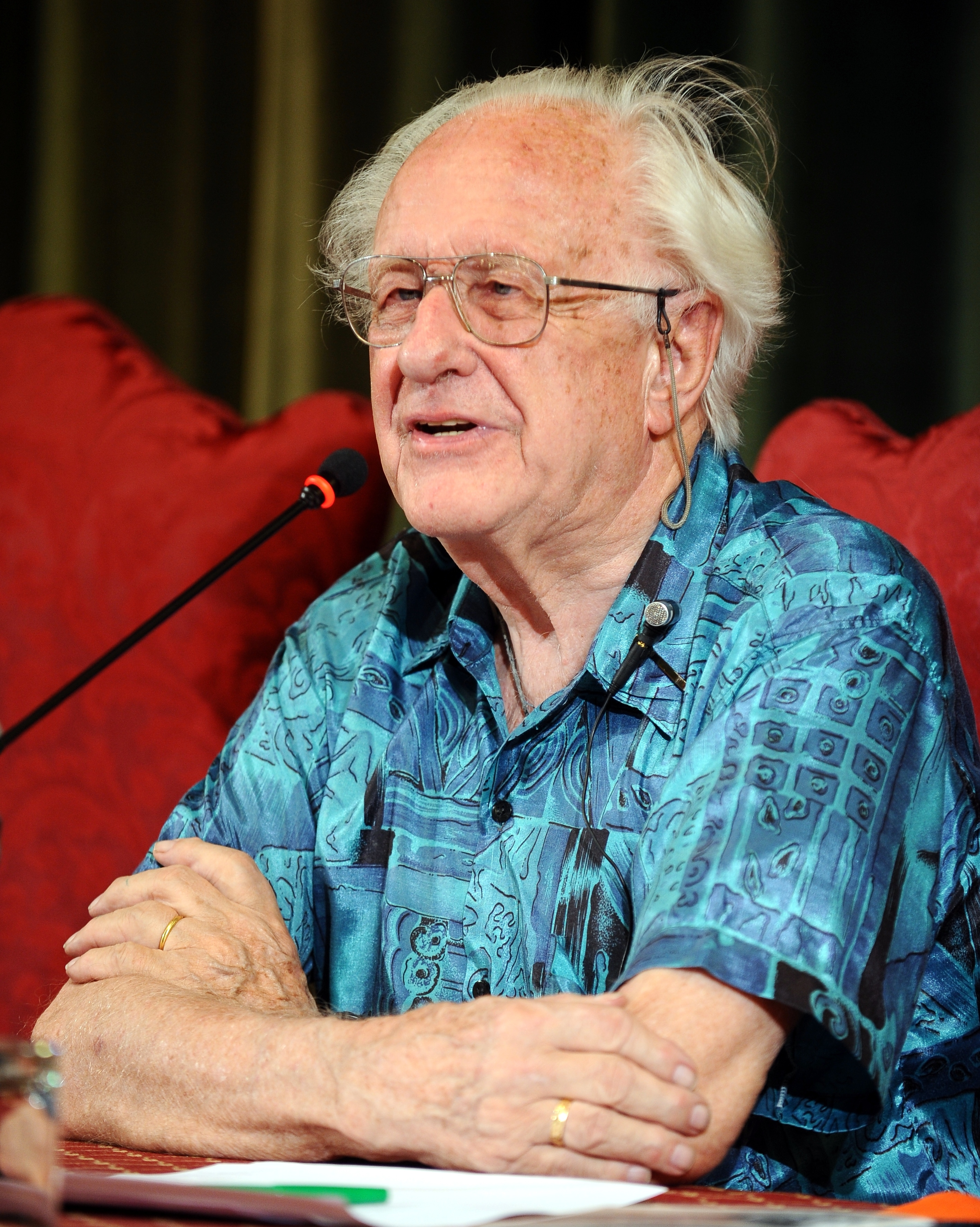
Johan Galtung, pristagare 1987.

- Honorary Award: Johan Galtung, Norge
- Chipko movement, Indien
- Hans-Peter Dürr och Global Challenges Network, Västtyskland
- Institute for Food and Development Policy / Frances Moore Lappé, USA
- Mordechai Vanunu, Israel

1988
- Honorary Award: Inge Genefke / Rehabilitation and Research Centre for Torture Victims, Danmark
- José Lutzenberger, Brasilien
- John F. Charlewood Turner, Storbritannien
- Sahabat Alam Malaysia, Mohammed Idris och Harrison Ngau, the Penan people, Malaysia

1989
- Honorary Award: Seikatsu Club Consumers' Cooperative, Japan
- Melaku Worede, Etiopien
- Aklilu Lemma och Legesse Wolde-Yohannes, Etiopien
- Survival International, Storbritannien

### 1990-talet
1990
- Honorary Award: Alice Tepper Marlin, USA
- Bernard Lédéa Ouedraogo, Burkina Faso
- Felicia Langer, Israel
- Asociación de Trabajadores Campesinos del Carare (ATCC), Colombia

1991

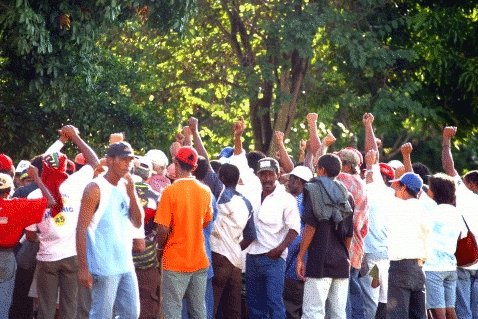
MST-supportrar (pristagare 1991) i Brasilien 2004.

- Honorary Award: Edward Goldsmith, Storbritannien
- Narmada Bachao Andolan, Indien
- Bengt och Marie-Thérèse Danielsson, Polynesien / senator Jeton Anjain / folket i Rongelap, Marshallöarna
- Movimento dos Trabalhadores Rurais Sem Terra (MST, "Jordlösa Lantarbetares Rörelse") / CPT (Commissao Pastoral da Terra), Brasilien

1992
- Honorary Award: Kylätoiminta / Finnish Village Action, Finland
- Gonoshasthaya Kendra och Zafrullah Chowdhury, Bangladesh
- Helen Mack, Guatemala
- John Gofman, USA och Alla Yaroshinskaya, Ukraina

1993
- Arna Mer-Khamis och Care and Learning, Israel
- Organisation of Rural Associations for Progress och Sithembiso Nyoni, Zimbabwe
- Vandana Shiva, Indien
- Mary och Carrie Dann från västra Shoshoner-nationen, Nordamerika

1994

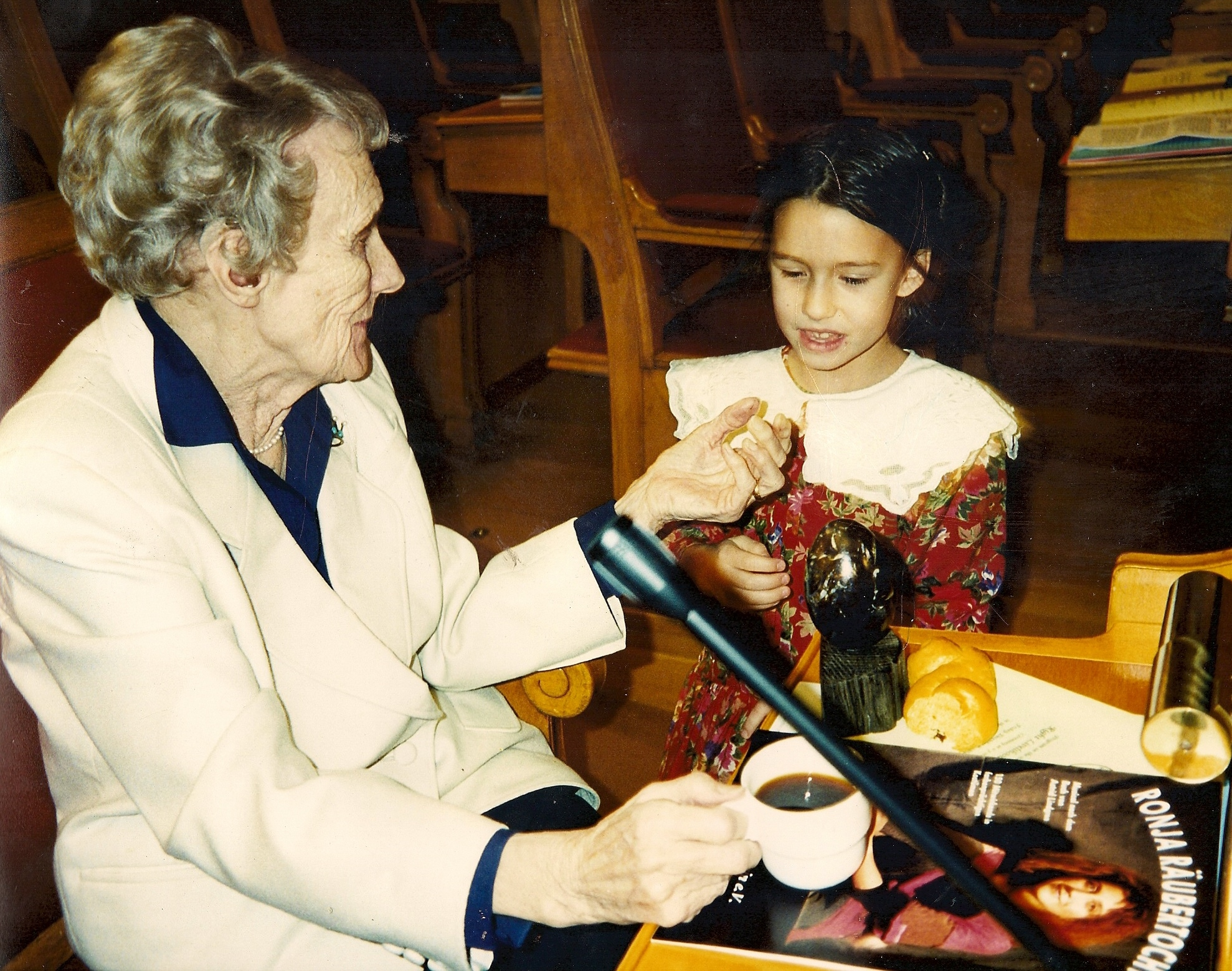
Astrid Lindgren mottar priset 1994.

- Honorary Award: Astrid Lindgren, Sverige
- SERVOL (Service Volunteered for All), Trinidad och Tobago
- Dr. H. Sudarshan och VGKK (Vivekananda Girijana Kalyana Kendra), Indien
- Ken Saro-Wiwa och Rörelsen för ogonifolkets överlevnad, (Movement for the Survival of the Ogoni People, MOSOP), Ogoniland, Nigeria

1995
- András Biró och Hungarian Foundation for Self-Reliance, Ungern
- Serb Civic Council, Bosnien och Hercegovina
- Carmel Budiarjo och TAPOL, Indonesien / Storbritannien
- Sulak Sivaraksa, Thailand

1996
- Honorary Award: Herman Daly, USA
- Unionen för soldatmödrakommittéer i Ryssland (Committee of Soldiers' Mothers of Russia), Ryssland
- People's Science Movement of Kerala (Kerala Sastra Sahithya Parishat), Indien
- George Vithoulkas, Grekland

1997
- Joseph Ki-Zerbo, Burkina Faso
- Jinzaburo Takagi, Japan och Mycle Schneider, Frankrike
- Michael Succow, Tyskland
- Cindy Duehring, USA

1998
- International Baby Food Action Network ("Internationella barnmatsaktionsnätverket")
- Samuel Epstein, USA
- Juan Pablo Orrego, Chile
- Katarina Kruhonja och Vesna Terselic, Kroatien

1999
- Honorary Award: Hermann Scheer, Tyskland
- Juan Garcés, Spanien
- COAMA (Consolidation of the Amazon Region), Colombia
- Grupo de Agricultura Orgánica, Kuba

### 2000-talet
2000
- Tewolde Berhan Gebre Egziabher, Etiopien
- Munir, Indonesien
- Birsel Lemke, Turkiet
- Wes Jackson, USA

2001
- José Antonio Abreu, Venezuela
- Gush Shalom samt Uri och Rachel Avnery, Israel
- Leonardo Boff, Brasilien
- Trident Ploughshares ("Trident-plogbillarna"), Storbritannien

2002
- Honorary Award: Martin Green, Australien
- Kamenges ungdomscenter (Centre Jeunes Kamenge), Burundi
- Kvinna till Kvinna, Sverige
- Martín Almada, Paraguay

2003
- Honorary Award: David Lange, Nya Zeeland
- Walden Bello och Nicanor Perlas, Filippinerna
- Citizens' Coalition for Economic Justice (CCEJ, "Medborgarnas sammanslutning för ekonomisk rättvisa"), Sydkorea
- SEKEM och Ibrahim Abouleish, Egypten

2004
- Swami Agnivesh och Asghar Ali Engineer, Indien
- Memorial, Ryssland
- Bianca Jagger, Nicaragua
- Raúl Montenegro, Argentina

2005
- Honorary Award: Francisco Toledo, Mexiko
- Maude Barlow och Tony Clarke, Kanada
- First People of the Kalahari (FPK, "Kalaharis första folk") och Roy Sesana, Botswana
- Irene Fernandez, Malaysia

2006

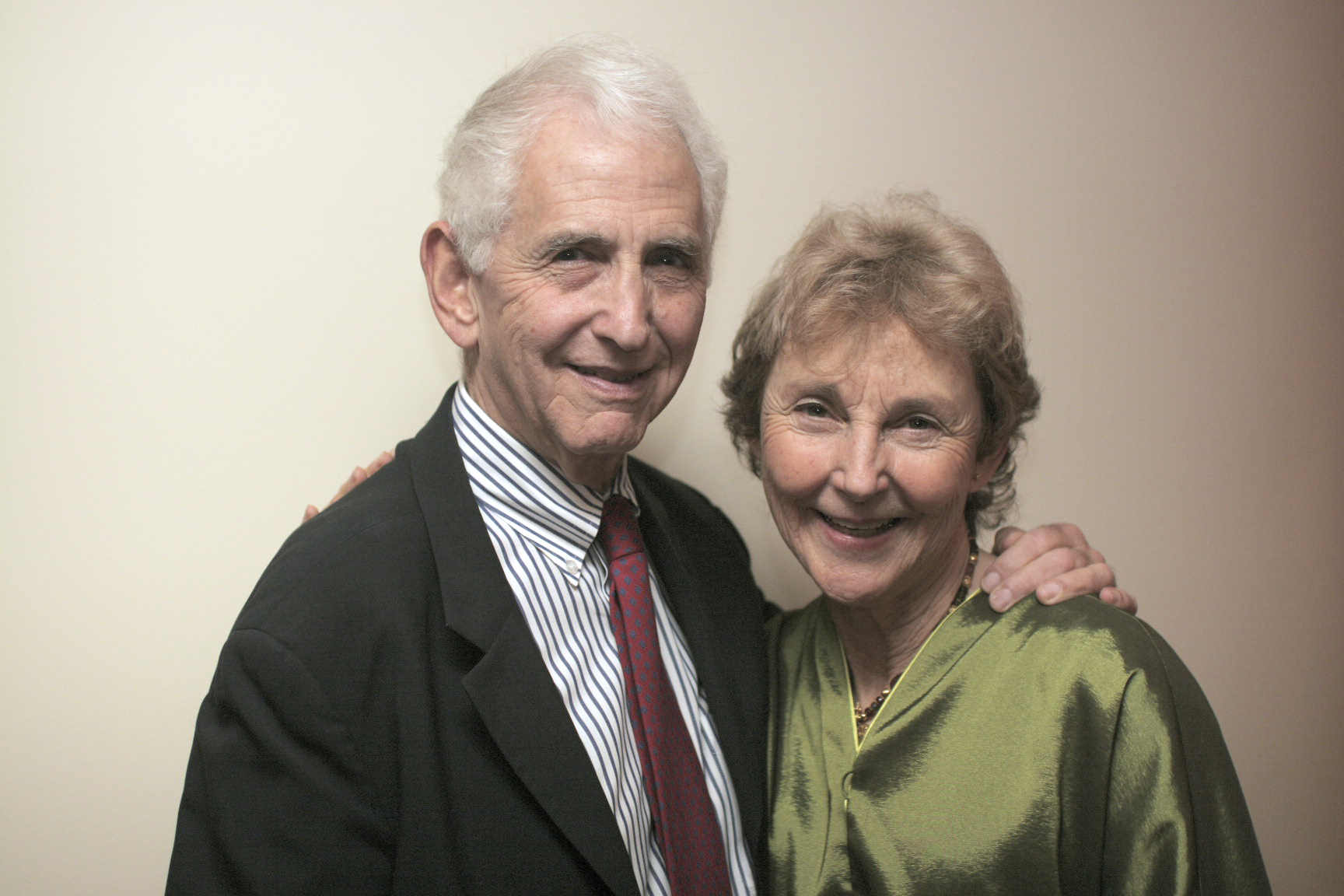
Daniel Ellsberg (vänster), känd som Pentagon Papers-läckan. Pristagare 2006.

- Honorary Award: Chico Whitaker, Brasilien
- Daniel Ellsberg, USA
- Ruth Manorama, Indien
- Festival Internacional de Poesía de Medellín ("Medellíns internationella poesifestival"), Colombia

2007

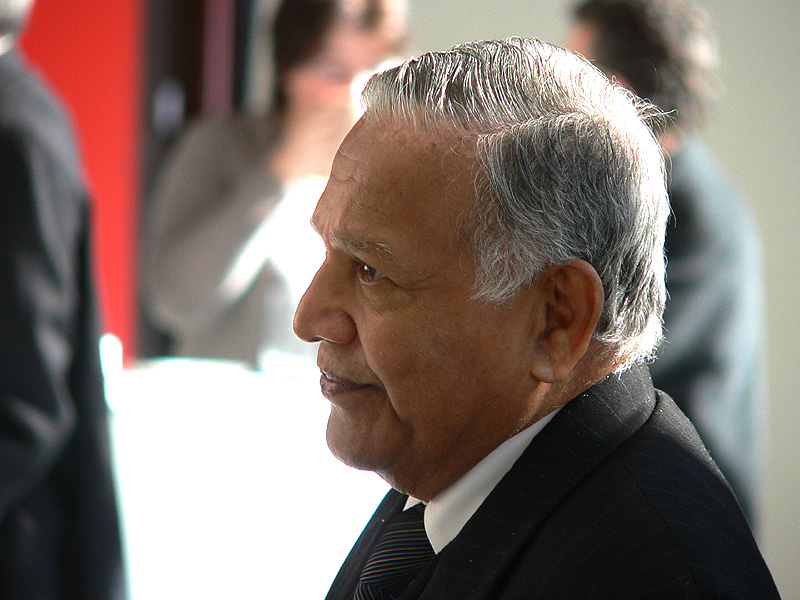
Christopher Weeramantry, pristagare 2007.

Priset delades ut den 7 december till:
- Christopher Weeramantry, Sri Lanka
- Dekha Ibrahim Abdi, Kenya
- Percy Schmeiser och Louise Schmeiser, Kanada
- Grameen Shakti, Bangladesh

2008
- Krishnammal Jagannathan, Sankaralingam Jagannathan och Land for Tillers' Freedom (LAFTI), Indien
- Amy Goodman, USA
- Asha Hagi, Somalia
- Monika Hauser, Tyskland

2009
Priset delades ut den 4 december av Margot Wallström till följande pristagare:
- Honorary Award: David Suzuki, Kanada
- René Ngongo, Kongo-Kinshasa
- Alyn Ware, Nya Zeeland
- Catherine Hamlin, Etiopien

### 2010-talet
2010
- Nnimmo Bassey, Nigeria
- Erwin Kräutler, Brasilien
- Shrikrishna Upadhyay / SAPPROS, Nepal
- Physicians for Human Rights–Israel, Israel

2011
- Honorary Award: Huang Ming, Kina
- Jacqueline Moudeina, Tchad
- GRAIN, internationellt
- Ina May Gaskin, USA

2012
- Hayrettin Karaca, Turkiet
- Sima Samar, Afghanistan
- Gene Sharp, USA
- Campaign Against Arms Trade (CAAT), Storbritannien

2013
- Paul Walker, USA
- Raji Sourani, Palestina
- Denis Mukwege, Kongo-Kinshasa

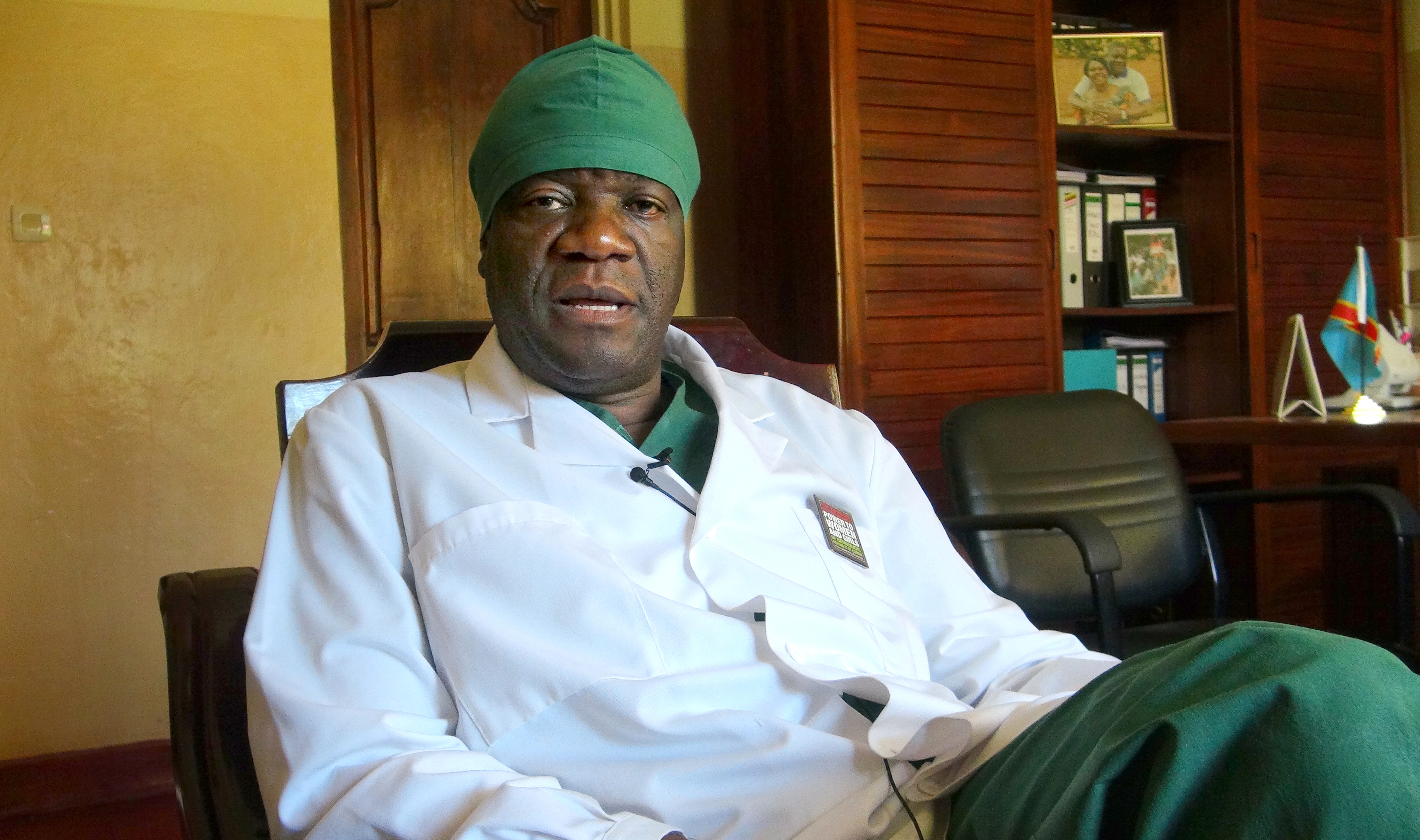
Denis Mukwege, pristagare 2013.

- Hans Herren / Biovision Foundation, Schweiz

2014
- Edward Snowden, USA
- Alan Rusbridger, Storbritannien
- Asma Jahangir, Pakistan
- Basil Fernando / AHRC, Hongkong (Kina)
- Bill McKibben / 350.org, USA

2015

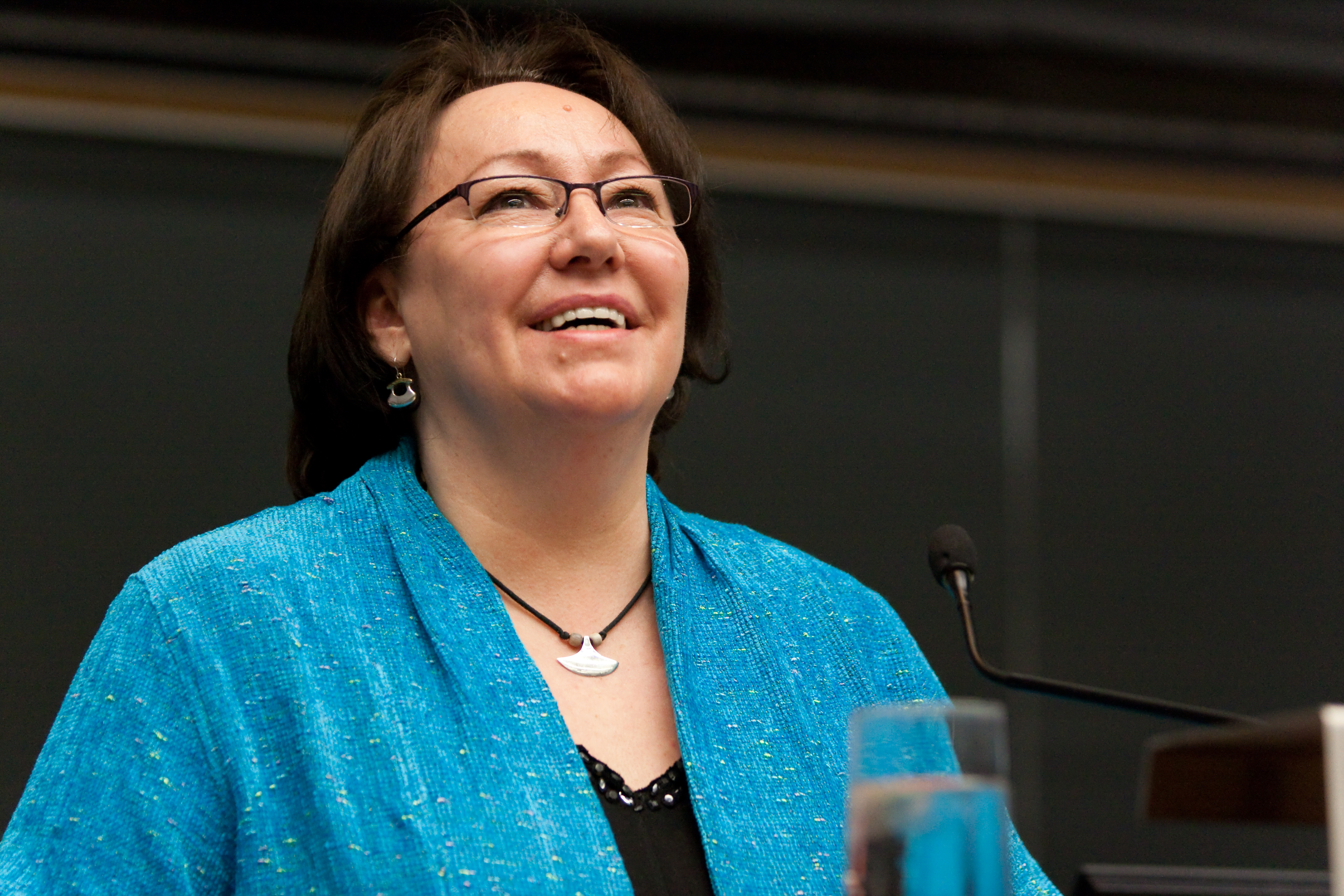
Sheila Watt-Cloutier, pristagare 2015.

- Tony deBrum och folket på Marshallöarna
- Sheila Watt-Cloutier, Kanada
- Kasha Jacqueline Nabagesera, Uganda
- Gino Strada / EMERGENCY, Italien

2016

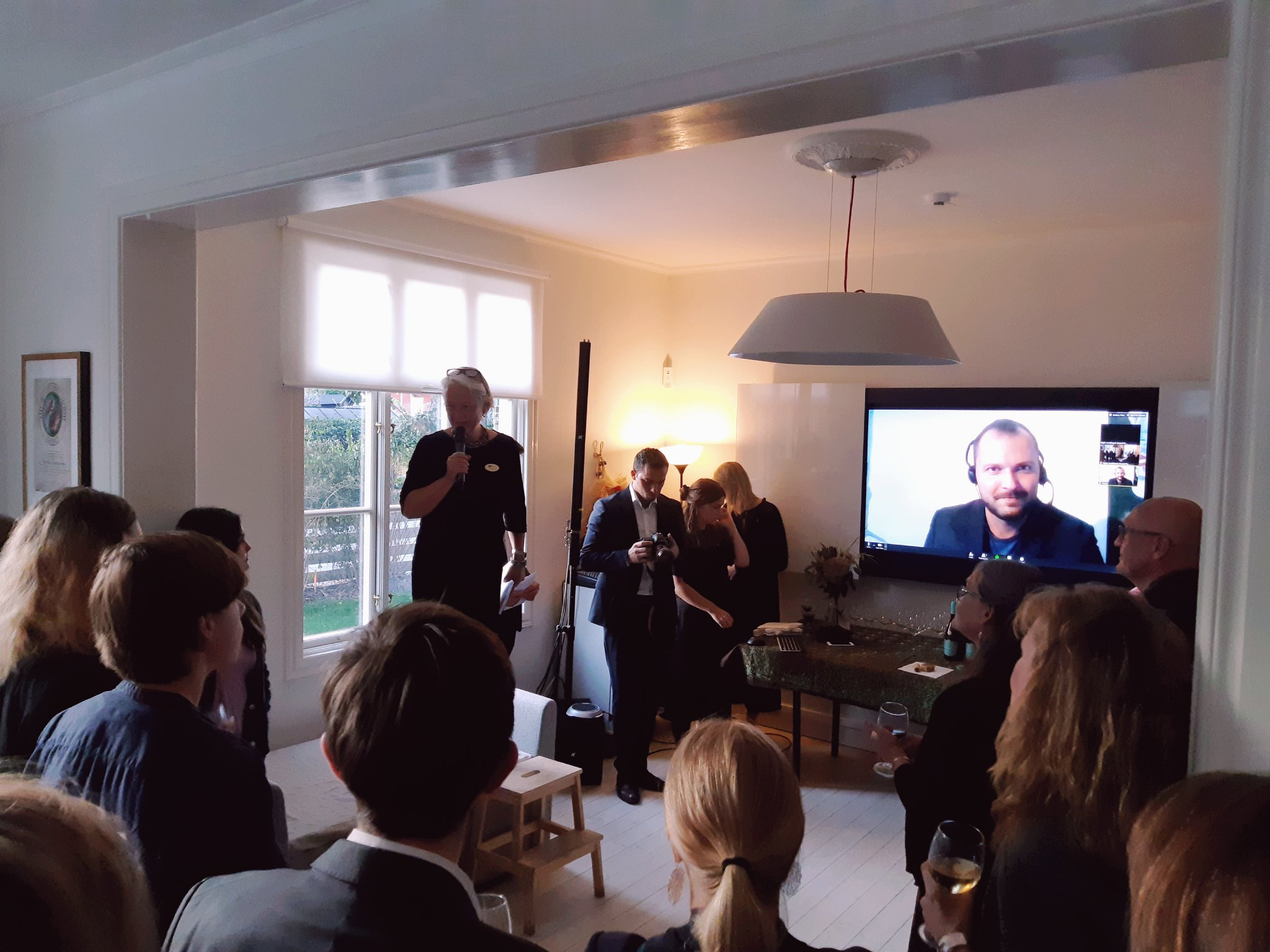
Annonseringen av 2019 års pristagare.

Prisutdelningen skedde den 25 november 2016 i Vasamuseet.
- Svetlana Gannushkina, Ryssland
- Mozn Hassan, Egypten och Nazra for Feminist Studies/NAZRA
- Syria Civil Defence (De vita hjälmarna), Syrien
- Dagstidningen Cumhuriyet, Turkiet

2017
- Honorary Award: Robert Bilott, USA
- Colin Goncalves, Indien
- Khadija Ismayilova, Azerbajdzjan
- Yetnebersh Nigussie, Etiopien

2018
Prisutdelningen skedde den 23 november 2018 i Stockholm.
- Honorary Award: Thelma Aldana (Guatemala)
- Honorary Award: Iván Velásquez (Colombia)
- Abdullah al-Hamid, Mohammad Fahad al-Qahtani och Waleed Abu al-Khair (Saudiarabien)
- Yacouba Sawadogo (Burkina Faso)
- Tony Rinaudo (Australien)

2019
Prisutdelningen skedde den 4 december 2019 på Cirkus i Stockholm, för att fira prisets 40-årsjubileum. 
- Aminatou Haidar (Västsahara)
- Guo Jianmei (Kina)
- Greta Thunberg (Sverige)
- Davi Kopenawa / Hutukara Associação Yanomami (Brasilien)

### 2020-talet
2020
Prisutdelningen skedde vid en virtuell ceremoni den 3 december 2020.
- Bryan Stevenson (USA)
- Lottie Cunningham Wren (Nicaragua)
- Ales Bialiatski / människorättsorganisationen Viasna (Belarus)
- Nasrin Sotoudeh (Iran)

2021
Prisutdelningen skedde vid en virtuell ceremoni den 1 december 2021.
- Marthe Wandou (Kamerun)
- Vladimir Slivyak (Ryssland)
- Freda Huson (Kanada)
- Legal Initiative for Forest and Environment (Indien)

#### 2022
Prisutdelningen skedde 30 november 2022 i Stockholm.
- Cecosesola (Venezuela)
- Africa Institute for Energy Governance  (Uganda)
- Oleksandra Matvijtjuk / Center for Civil Liberties (Ukraina)
- Fartuun Adan och Ilwad Elman (Somalia)

#### 2023
Prisutdelningen skedde 29 november 2023 i Stockholm.
- Eunice Brookman-Amissah (Ghana)
- Mother Nature Cambodia  (Kambodja)
- SOS Méditerranée
- Phyllis Omido (Kenya)

#### 2024
Prisutdelningen skedde 4 december 2024 i Stockholm.
- Joan Carling (Filippinerna)
- Issa Amro(en) / Youth Against Settlements (Palestina)
- Anabela Lemos / Justiça Ambiental! (Mocambique)
- Forensic Architecture (Storbritannien)

## Prisutdelningens lokal
Priset delades tidigare ut i Riksdagshuset i Stockholm i början av december varje år, men sedan 2016 är de förhindrade till prisutdelning i Riksdagshuset.